# COLEC11
COLEC11 (англ. Collectin subfamily member 11) – білок, який кодується однойменним геном, розташованим у людей на 2-й хромосомі. Довжина поліпептидного ланцюга білка становить 271 амінокислот, а молекулярна маса — 28 665.
| 10         |  | 20         |  | 30         |  | 40         |  | 50         |
| ---------- |  | ---------- |  | ---------- |  | ---------- |  | ---------- |
| MRGNLALVGV |  | LISLAFLSLL |  | PSGHPQPAGD |  | DACSVQILVP |  | GLKGDAGEKG |
| DKGAPGRPGR |  | VGPTGEKGDM |  | GDKGQKGSVG |  | RHGKIGPIGS |  | KGEKGDSGDI |
| GPPGPNGEPG |  | LPCECSQLRK |  | AIGEMDNQVS |  | QLTSELKFIK |  | NAVAGVRETE |
| SKIYLLVKEE |  | KRYADAQLSC |  | QGRGGTLSMP |  | KDEAANGLMA |  | AYLAQAGLAR |
| VFIGINDLEK |  | EGAFVYSDHS |  | PMRTFNKWRS |  | GEPNNAYDEE |  | DCVEMVASGG |
| WNDVACHTTM |  | YFMCEFDKEN |  | M          |  |            |  |            |

A: Аланін

C: Цистеїн

D: Аспарагінова кислота

E: Глутамінова кислота

F: Фенілаланін

G: Гліцин

H: Гістидин

I: Ізолейцин

K: Лізин

L: Лейцин

M: Метіонін

N: Аспарагін

P: Пролін

Q: Глутамін

R: Аргінін

S: Серин

T: Треонін

V: Валін

W: Триптофан

Кодований геном білок за функцією належить до білків розвитку. 
Задіяний у такому біологічному процесі, як альтернативний сплайсинг. 
Білок має сайт для зв'язування з іоном кальцію, лектинами. 
Секретований назовні.